# 2A65 Msta-B
Le 2A65 Msta-B est un canon d'artillerie russe tracté de 152 mm. Le « B » est l’abréviation de Bouksirouïemaïa signifiant tracté.
Cette arme a été déployée pour la première fois dans l’armée soviétique en 1987 et est encore actuellement en service. Comme de nombreuses pièces d’artillerie moderne, elle est capable de tirer des obus à charge nucléaire.

## Développement
Alors que les systèmes d'artillerie occidentaux faisaient d'énormes progrès dans les années 1970, les Soviétiques ont immédiatement lancé un nouveau programme pour réinventer les canons tractés qui ont été un pilier de l'Armée rouge au cours des 30 dernières années.
En complément du canon 2A36 Giatsint-B de 152 mm entré en service en 1975, la Russie a développé le 2A65. L’OTAN lui a attribué la référence M1987 qui correspond à l’année où il a été identifié par les renseignements occidentaux. Selon une source des Nations unies, il n’y a pas eu d’exportation de cette arme entre 1992 et 2006. Le 2A65 est également connu sous l'appellation Msta-B. Une version montée sur un châssis blindé chenillé du 2A65 a été développée, le 2S19, canon d'artillerie automoteur 152 mm dont la référence est le Msta-S.

## Description
Le canon tire les mêmes types de munitions que le canon d'artillerie automoteur 2S19. Le Msta-B peut tirer les mêmes obus que l'ancien D-20 et le 2S3 Akatsiya automoteur. Récemment, une nouvelle famille de munitions (charge et projectile) a été introduite. L’obus explosif OF45 pèse 43,56 kg, possède une vitesse initiale de 823 m/s à la bouche pour une portée de 24,7 km. Les charges comprennent l’OF72 (longue portée), l’OF58 (charge complète) et l’OF73 (charge réduite). Une munition à guidage laser, la Krasnopol, a été introduite pour cibler les véhicules blindés, les bâtiments, les bunkers, les fortifications et les navires de guerre.

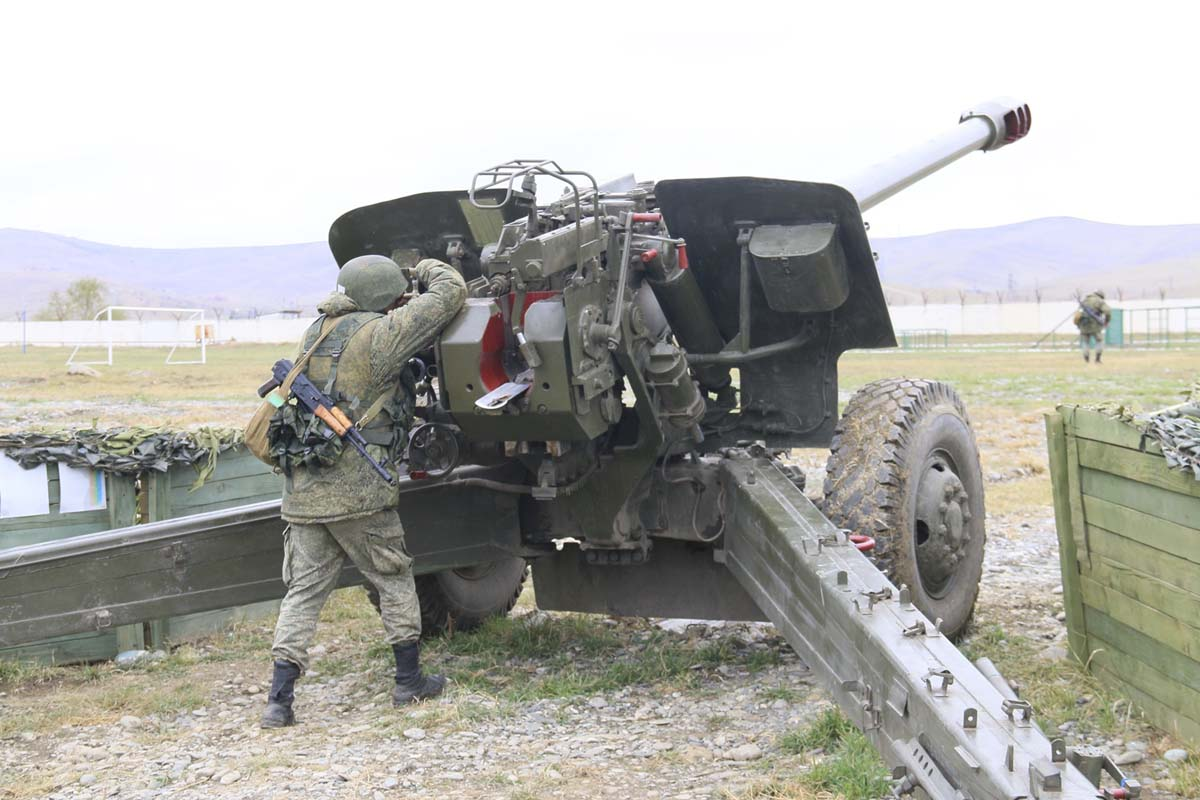
Un canon d'artillerie russe en 2017.

Le canon peut être tracté par les camions KrAZ 260 6x6, Ural 4320 ainsi que des véhicules chenillés comme le MT-LB. La largeur de ses roues et ses dimensions totales lui permettent d'être tracté sur des routes goudronnées à des vitesses atteignant 80 km/h et de 20 km/h hors route. Il possède un bouclier blindé monté au-dessus des roues. Son entrée en service date de 1987 et son premier déploiement a eu lieu en Europe de l’Est.
Au sein de l’armée russe [Quand ?], le 2A65 est déployé dans la 9e brigade d’artillerie à Luga, dans la 288e brigade d’artillerie à Inzhenernyy ainsi que dans la 291e brigade d’artillerie à Maïkop. Il est également stocké à Perm ainsi qu’à proximité de Novgorod. On les trouve aussi déployés dans d’autres districts militaires russes. Au total, on estime à 370 le nombre de 2A65 opérationnels dans l’armée russe. Le chiffre est passé à 200 opérationnels en 2022 avant le début de la guerre en Ukraine.

L’armée de terre ukrainienne en possède aussi au sein de la 11e brigade d’artillerie à Ternopil ainsi que dans la 55e brigade d'artillerie à Zaporijjia.
Les forces de la république populaire de Donetsk ainsi que de la république populaire de Lougansk autoproclamée en 2014 en possèdent également.
En juin 2022, un total de 1 130 unités ont été produites.

## Utilisation
Le 2A65 est utilisé lors des conflits suivants :
- première et seconde guerre de Tchétchénie
- guerre d'Ossétie du sud
- guerre civile syrienne
- guerre russo-ukrainienne (guerre du Donbass puis invasion de l'Ukraine par la Russie en 2022) où il est utilisé par les deux camps[4].

## Variantes
- M-390 - Il s’agit d'une version 155 mm destinée à l’export.
- MZ-146-1 - Également destinée à l’export, cette version 155 mm a été présentée au public pour la première fois en 2008 et possède quant à elle un extracteur de fumée.
- 2S27 Msta-K - Un canon d'artillerie monté sur camion avec l'assemblage du canon du Msta-B. Il est basé sur un châssis de camion 8x8. Il y avait plusieurs prototypes différents, mais ce système d'artillerie n'a jamais atteint la production.

## Utilisateurs
- Biélorussie : 108 en service actif en 2022[5].
- Géorgie : 10 en service actif en 2022[6].
- Kazakhstan : 70 en service actif en 2022[7].
- République populaire de Donetsk : Nombre inconnu en 2022[8].
- République populaire de Lougansk : Nombre inconnu en 2022[8].
- Russie :
  - Armée de terre : 150 en service actif en 2020[9]; 600 en réserve en 2022
  - Infanterie de marine : 50 en service actif en 2022[10].
- Turkménistan : 6 en service actif en 2022[11].
- Ukraine : 130 en service actif en 2022[12].